# Toyota BX
Toyota BX — среднетоннажный грузовой автомобиль полной массой 4 тонны, выпускавшийся компанией Toyota с 1951 по 1964 год.

## Описание
Toyota BX впервые был представлен в июне 1951 года. Он пришёл на смену BM, в отличие от которого, в кабине размещалось три человека.
Изначально автомобиль планировалось представить в августе 1950 года, однако из-за корейской войны дебют был задержан. Модель выпускалась подразделением Toyota Honsha.
В феврале 1954 года Toyota BX прошёл рестайлинг.

## Технические характеристики
Изначально Toyota BX оснащался шестицилиндровым двигателем Type B объёмом 3386 см3. Его мощность составляла 60 кВт (82 л. с.) при 3000 об/мин. Максимальная скорость 72 км/ч.
В сентябре 1951 года в моторную гамму был добавлен двигатель FX мощностью 70 кВт (95 л. с.). В июне 1953 года мощность двигателя Type B увеличилась до 63 кВт (85 л. с.).
С февраля 1954 года Toyota BX оснащался двигателем Type F мощностью 77 кВт (105 л. с.).